# William Kelley
William Kelley (* 27. Mai 1929 in Staten Island, New York; † 3. Februar 2003 in Bishop, Kalifornien) war ein US-amerikanischer Schriftsteller und Drehbuchautor, der bei der Oscarverleihung 1986 zusammen mit Pamela Wallace und Earl W. Wallace den Oscar für das beste Originaldrehbuch für Der einzige Zeuge (1985) von Peter Weir erhielt.

## Biografie
Kelley studierte nach dem Schulbesuch zunächst an einem Priesterseminar, ehe er ein Studium in englischer Literatur an der Brown University absolvierte, welches er 1955 mit einem Bachelor of Arts (B.A. Englisch Literature) beendete. Ein darauf folgendes postgraduales Studium im Fach Irische Literatur an der Harvard University schloss er 1957 mit einem Master of Arts (M.A. Irish Literature) ab. Später war er als Herausgeber bei den Verlagen McGraw-Hill, Simon & Schuster sowie Doubleday tätig.
In den 1960er Jahren begann er als Drehbuchautor und Verfasser von Vorlagen für Fernsehserien wie Columbo, Bonanza, Rauchende Colts, Petrocelli, Kung Fu, Ein Duke kommt selten allein, Fantasy Island sowie T. J. Hooker. Die Western Writers of America zeichneten ihn 1973 für die Folge „Bohannon“ der Serie Rauchende Colts sowie 1978 für die Folge „Cully Madigan“ der Serie Durch die Hölle nach Westen jeweils mit dem Spur Award für das beste Fernsehdrehbuch aus.
Für das Drehbuch zu Der einzige Zeuge (1985) von Peter Weir erhielt er 1986 zusammen mit Pamela Wallace und Earl W. Wallace sowohl den Oscar für das beste Originaldrehbuch als auch den Edgar Allan Poe Award und den Preis der Writers Guild of America (WGA Award) für das beste Filmdrehbuch. Daneben war er mit Earl W. Wallace auch für den BAFTA Award (Bestes Originaldrehbuch) sowie den Golden Globe Award für das Beste Filmdrehbuch.
Kelley war außerdem Autor einiger Romane wie Gemini (1959), The God Hunters (1964), The Tyree Legend (1979), The Sweet Summer (2000) und A Servant of Slaves: The Life of Henriette Delille (2003).

## Filmografie (Auswahl)
- 1978: Wir fliegen auf dem Wind (The Winds of Kitty Hawk)
- 1979: Brian – Die Höllenfahrt eines Besessenen(Demon Murder Chase)
- 1985: Der einzige Zeuge (Witness)
- 1986: Der Preis für 35 Karat (The Blue Lightning)